# Chahār Chūbeh
Chahār Chūbeh (persiska: چهار چوبه, Chahār Jubeh) är en ort i Iran.   Den ligger i provinsen Nordkhorasan, i den nordöstra delen av landet, 500 km öster om huvudstaden Teheran. Chahār Chūbeh ligger 1 505 meter över havet och antalet invånare är 313.
Terrängen runt Chahār Chūbeh är huvudsakligen kuperad, men åt nordväst är den platt. Runt Chahār Chūbeh är det ganska glesbefolkat, med 27 invånare per kvadratkilometer. Chahār Chūbeh är det största samhället i trakten. Omgivningarna runt Chahār Chūbeh är i huvudsak ett öppet busklandskap.